# Hohner Bach
Der Hohner Bach ist ein 2,1 km langer, orographisch linker Nebenfluss der Agger in Lohmar bei Wahlscheid im Rhein-Sieg-Kreis in Nordrhein-Westfalen.

## Geographie
Der Hohner Bach hat zwei Quellflüsse, die im Weiler Hohn zusammenfließen. Der eine Quellfluss kommt aus Kattwinkel bei Höffen, der andere Quellfluss kommt aus Richtung Mailahn/Weeg.
Zu den Quellen hin hat sich der Hohner Bach tief ins Gestein eingeschnitten, in Richtung Hohn flachen die Ufer ab. Nach dem großen Wasserfall unterhalb Hohns sind die Ufer wieder sehr steil, der Bach beginnt stark zu mäandrieren. Ab der Straße Katharinenbach sind die Ufer wieder flacher geworden, das Mäandrieren schwächt sich mehr und mehr ab. Kurz vor der Münchhofer Straße fließt der Hohner Bach am alten Mühlenteich vorbei, in den er früher einmal geflossen ist, der nun aber verlandet ist. Von dort fließt der Hohner Bach vom Menschen stark begradigt entlang der Münchhofer Straße, fließt dann unterhalb der Wahlscheider Straße, bis er Am Alten Bahndamm wieder an die Oberfläche kommt. Nach dem Unterqueren der Bundesstraße 484 fließt der Hohner Bach bei Schiffarth in die Agger.

### Nebenflüsse
- Der Emmersbach (l) mündet unterhalb von Emmersbach in den Hohner Bach
- Der Klefhäuser Bach (r) mündet unterhalb von Hohn und Klefhaus in den Hohner Bach
- Der Katharinenbach (r) mündet unterhalb von  Katharinenbach in den Hohner Bach

### Durchflossene Ortschaften
- Kattwinkel bei Höffen
- Hohn
- Wahlscheid
- Schiffarth